# Charles Derlien
Charles Francis Derlien (* 26. Februar 1891 in Toxteth Park, Lancashire (heute Stadtteil von Liverpool); † 30. November 1962 in Lübeck) war ein deutscher Maler und Gebrauchsgrafiker.

## Leben
Charles Derlien war der Sohn des gleichnamigen Lübecker Schiffskapitäns und einer irischen Mutter. Er wuchs die ersten Jahre in Liverpool auf, 1901 kam er nach Lübeck. Im April 1910 wanderte er in die Vereinigten Staaten aus. Zurück in Deutschland, trat er 1913 als Matrose in die Kaiserliche Marine ein, wo er als Artillerist in Kiautschou stationiert wurde. In Folge der deutschen Kapitulation vor der Kaiserlich Japanischen Armee im November 1914 kam Derlien bis nach dem Ende des Ersten Weltkriegs in japanische Kriegsgefangenschaft in den Lagern Fukuoka, Ōita und Narashino. Im Lager Ōita verfasste er mit Fritz Rumpf dem Jüngeren (1888–1949) das Oita-Gelbbuch mit Reimen und Illustrationen über das Lagerleben. Das Werk wurde allerdings erst im Lager Narashino gedruckt. Die Gefangenschaft in Japan weckte Derliens Interesse an Völkerkunde, Archäologie und Geschichte. Ende 1919 wurde er aus der Gefangenschaft entlassen und kehrte 1920 nach Deutschland zurück.
In der Zeit der Weimarer Republik besuchte Derlien Kurse an der Lübecker Kunstschule von Willibald Leo von Lütgendorff-Leinburg und vervollständigte seine graphische Ausbildung bei Emil Orlik in Berlin. Wieder in Lübeck, fand er eine Anstellung als Buchillustrator und als Pressezeichner des Lübecker General-Anzeigers. Mit Alfred Mahlau gestaltete er den Umzug zur 700-Jahr-Feier der Stadt. In den 1930er Jahren war er Mitarbeiter der Museumswerkstatt im Museum am Dom. Als Mitte der 1930er Jahre die vorgeschichtliche Sammlung aus dem St.-Annen-Museum dorthin zog, schuf er Pläne und Rekonstruktionen für die neue Präsentation der Sammlung. 
Im Zweiten Weltkrieg war er als Soldat bei der Kriegsmarine, zeitweilig in Athen. Nach dem Krieg war er bei der Lübecker Stadtarchäologie als Zeichner und Restaurator tätig. Es gelang ihm, zahlreiche Stücke der völlig verlorengeglaubten Sammlung aus dem Schutt des beim Luftangriff auf Lübeck am 29. März 1942 zerstörten Museums zu bergen bzw. Bruchstücke wieder zusammenzufügen. „In sehr zeitraubender und unendliche Geduld erfordernder Arbeit gelang es ihm, den gesamten Restbestand – zurzeit 1297 Stücke – zu präparieren und zu konservieren und fehlende Stücke, etwa von zahlreichen Urnen, wiederzufinden; aus Tausenden von Steinbruchstücken, die er im Trümmerschutt des Dom-Museums auflas, brachte er etwa ein Dutzend Steinbeile und -äxte wieder zusammen, die heute als Beispiele für die Schicksale der Sammlung gelten können.“
Derlien starb an den Folgen eines Verkehrsunfalls.

## Schriften und Illustrationen (Auswahl)
- 100 Volkskinderlieder aus Lübeck. Mit Melodien, Erläuterungen, Spielbeschreibungen. Gesammelt von Wilhelm Stahl. Illustrationen: Ch. Derlien. Borchers, Lübeck 1915
- mit Fritz Rumpf: Oita-Gelbbuch. Narashino 1919.
- mit Alfred Mahlau: Der historische Fest-Zug 700-Jahrfeier der Reichsfreiheit Lübecks, Juni 1926. Lübeck 1926.
- Porträtzeichnungen in: Julius Havemann: Geschichte der schönen Literatur in Lübeck. Lübeck 1926.
- Lübecker sehen dich an: [40] Bekannte Lübecker auf Stein gezeichnet. Lübeck 1931.
- Ehemalige Lübecker Originale: Bilder aus dem Strassenleben Lübecks im 19. Jahrhundert; Gesammelt in den Vaterstädtischen Blättern und darnach erweitert. / Mit Illustrationen nach Federzeichnungen von Chs. Derlien. Borchers, Lübeck 1933.